# Юнона и Аргус (картина Рубенса)
«Юнона и Аргус» — картина Питера Пауля Рубенса, датируемая началом XVII века. Изображает сцену из греческой мифологии и является одним из важнейших экспонатов Музея Вальрафа-Рихарца в Кёльне.

## Описание
В центре картины две женщины с помощью пинцета тщательно удаляют глаза из отрубленной головы мускулистой мужской фигуры, лежащей перед ними на земле. По контрасту с этой ужасной сценой женщины почти полностью обнажены и одеты в красочные халаты. Та, что стоит сзади под радугой, одета в светло-голубое. Женщина впереди одета в красное платье и диадему, верхняя часть её тела закрыта богатой золотой драпировкой. Коронованная фигура, с отрешённым взглядом, опускает руку на шлейф одного из двух великолепных павлинов. Справа от коронованной фигуры в разрезе видна золотая колесница, а чуть позади неё приближается ещё одна молодая женская фигура, окидывающая взглядом сцену. В качестве дополнительного контраста на левом краю картины мы видим симпатичных путти, играющих с перьями павлинов, кожа которых переливается многочисленными оттенками розового и контрастирует с бледным цветом кожи изображённого обезглавленного человека.

## Объект изображения
Юнона, супруга Юпитера, увенчанная золотой диадемой и облачённая в ярко-красное одеяние, светящееся множеством оттенков цвета, совершает это макабрическое действо при активной поддержке Ириды, олицетворяющей радугу. Затем Юнона вставляет сто глаз убитого, которого звали Аргус, в хвост своего павлина.
Античный поэт Овидий в «Метаморфозах» рассказывает историю, изображённую Питером Паулем Рубенсом. Юпитер, который был не прочь пошалить, был застигнут своей женой Юноной на свидании с прекрасной Ио. Отец богов вовремя превращает свою возлюбленную в белоснежную корову. Она прекрасна и как корова, и Юноне приходится восхвалять её красоту. Но затем Юнона просит это животное в подарок. Чтобы не выдать себя, Юпитеру ничего не остаётся, как исполнить её желание. Однако подозрительная Юнона справедливо опасается, что корову у неё могут украсть, и в конце концов отдает её Аргусу. Вокруг головы у него было сто глаз. Овидий пишет, что два из них поочередно закрывались, чтобы отдохнуть, а остальные оставались на страже.
Юпитеру такая ситуация показалась невыносимой. Поэтому он посылает болтливого вестника богов Меркурия освободить Ио. Теперь Меркурий многословно и спокойно рассказывает Аргусу длинные истории и пытается покорить его игрой на флейте. В какой-то момент все глаза Аргуса оказываются закрыты, его одолевает сон. Меркурий своим мечом поражает дремлющего Аргуса, нанеся ему рану в месте соединения головы с шеей.
На картине, написанной, вероятно, около 1610 года, богини заняты созданием своеобразного памятника мёртвому Аргусу. Предполагается, что глаза Аргуса продолжают жить в перьях павлина. Вставка глаз Аргуса в перья павлина встречается в искусстве крайне редко. Как правило, художники выбирали момент перед обезглавливанием. Сам Рубенс также изобразил этот момент убийства Аргуса на другой картине, созданной им для украшения дворца удовольствий испанского короля Филиппа IV. В настоящее время эта картина находится в Прадо в Мадриде — она была написана около 1636/38 года.

## Интерпретация
Неизвестно, почему Рубенс выбрал для этой картины именно этот редкий сюжет. В конце текста Овидия говорится: «Погас свет, что сиял в стольких глазах! Сотня глаз теперь покрыла одну ночь!» Таким образом, эта история также о свете и тьме, об оптике. Если продолжить эту мысль, то можно заметить, что Рубенс включает в картину Ириду, которая в рассказе Овидия об Аргусе вообще не фигурирует. Ирида — вестница богов, находящаяся на службе у Юноны. Ирис — греческое слово, означающее «радуга», — символизирует на картине радугу как связь между небесной и земной сферами. «Ирис» или «радужка» — также название части человеческого глаза, которая окружает зрачок. Таким образом, здесь также прослеживается связь с оптикой.
Цветовой переход начинается с жёлтого/золотого цвета в правой части картины на колеснице и на одеянии Юноны — женщина на колеснице будет одной из служанок Юноны. Затем он продолжается на большом участке насыщенного красного цвета одеяния Юноны и ведёт к голубому платью Ириды. С этим переходом — с добавлением смешанных цветов — мы снова сталкиваемся в радуге. Синий, красный, жёлтый — основные цвета теории цветов, изложенной в «Шести книгах по оптике» антверпенского священника-иезуита Франциска Агилониуса. Книга Агилониуса, напечатанная в Антверпене, и картина Рубенса были созданы примерно в одно и то же время. Насколько Рубенс и Агилон были знакомы друг с другом, неизвестно, но несомненно, что Рубенс разработал обложку для работы Агилониуса. Рубенс смог изобразить самые разные оттенки кожи. Бесчисленные оттенки цвета от розового до белого составляют румяную кожу путти и несколько более белую кожу богинь. А вот мускулистый труп Аргуса уже предстает в бледном трупном окоченении. Рубенсу удалось столь же великолепно передать ткани. Кажется, что свет стократно преломляется в одежде. Бесчисленные цветовые тона, мастерски нанесённые — иногда толстыми мазками — создают впечатление очень тяжелого, прочного шелка. Таким образом, Рубенс не только теоретизирует об оптических эффектах, но и великолепно реализует их в своей живописи.
Голландский теоретик искусства Карел ван Мандер, написавший в 1604 году интерпретацию «Метаморфоз» Овидия, трактовал Аргуса как человеческий разум, который добавляется к (животному) Ио. Разум, однако, был погружён Меркурием в сладострастный сон и поэтому стал уязвимым. Сюжет об Аргусе встречается также в эмблематике, то есть в сборниках стихов со смыслом, каждый из которых сопровождался небольшими иллюстрациями.